# Malawispongiidae
Malawispongiidae is een familie van sponsdieren uit de klasse van de Demospongiae (gewone sponzen). 

## Geslachten
- Cortispongilla Annandale, 1918
- Malawispongia Brien, 1972
- Ochridaspongia Arndt, 1937
- Pachydictyum Weltner, 1901
- Spinospongilla Brien, 1974